# Honda Titanium Exhaust Valve
H-TEV staat voor: Honda Titanium Exhaust Valve.
Dit is een klep in het uitlaatsysteem van motorfietsen van het merk Honda die afhankelijk van het toerental in de uitlaat verschillende uitlaatbochten al dan niet met elkaar verbindt. Hierdoor worden de drukgolven in het uitlaatsysteem beter gereguleerd. Voor het eerst toegepast op de CBR 900 RR Fire Blade in 2000.